# Équipement médical
L'équipement médical est constitué de l'appareillage destiné à aider le diagnostic et le traitement de problèmes médicaux. Il est en général conçu selon des règles rigoureuses de sécurité.
Il y a divers types de base :
- Équipement de diagnostic : les appareils d'imagerie médicale servent à l'accompagnement du diagnostic. On y trouve les ultra-sons, l'IRM, les tomodensitométres, les TEP, et les appareils à rayons X.

- Équipement thérapeutique : pompes à perfusion, lasers médicaux et appareils chirurgicaux Lasik.

- Équipement vital utilisé pour maintenir les fonctions corporelles du patient : ventilateur médical, poumon d'acier, ECMO, et appareil à dialyse.

- moniteurs médicaux qui permettent à l'équipe médicale de mesurer l'état médical du patient. Cela comprend la mesure de l'ECG, de l'EEG, de la pression sanguine et des gaz sanguins du sang.

- L'équipement médical de laboratoire automatise ou aide à l'analyse du sang, de l'urine et des gènes.